# Rebecca Potok
Pour les articles homonymes, voir Potok.
Rebecca Potok est une actrice française.

## Biographie
Dans les distributions des films Les Amazones (1973) et El avispero (1976), elle est mentionnée sous le nom de Rayna Potok,.
Elle a été mariée à Marc de Jonge.

## Filmographie sélective

### Cinéma

#### Longs métrages
- 1973 : Les Amazones, de Terence Young : Mélanippe[1]
- 1975 : Guerre et Amour, de Woody Allen : (non créditée)[3]
- 1976 : El avispero, de Ramón Barco (comme Ramón Barce)[2]
- 1977 : La Dentellière, de Claude Goretta[4]
- 1979 : Je vous ferai aimer la vie, de Serge Korber[5]
- 1980 : Voulez-vous un bébé Nobel ?, de Robert Pouret[6]
- 1982 : Le Corbillard de Jules, de Serge Pénard : Suzanne[7]
- 1982 : Les Jocondes, de Jean-Daniel Pillault[8]
- 1982 : Enigma, de Jeannot Szwarc[9]
- 1983 : Rock 'n Torah, de Marc-André Grynbaum : Simone, la sœur d'Isaac[10]
- 1984 : Cheech & Chong's The Corsican Brothers, de Tommy Chong : 1re courtisane[11]
- 1984 : Les Brésiliennes du bois de Boulogne, de Robert Thomas : Antonia[12]
- 1985 : Le gaffeur, de Serge Pénard : Germy[13]
- 1989 : Sans espoir de retour (Street of No Return), de Samuel Fuller : Bertha[14]
- 1993 : Édith Piaf : Une brève rencontre, de Michel Wyn : Mme Lulu
- 1996 : Pourvu que ça dure, de Michel Thibaud : Chastaing[15]
- 1998 : Nous sommes tous des gagnants, court-métrage de Claude Dray
- 2001 : Mauvais Genres
- 2003 : Le Cœur des hommes, de Marc Esposito : Marie-Hélène
- 2003 : Tais-toi !, de Francis Veber : Mme Isabel Lefebvre
- 2013 : 100% cachemire, de Valérie Lemercier : L'organisatrice aéroport
- 2021 : Aline, de Valérie Lemercier : La professeur d'anglais

#### Court métrage
- 1995 : Monde cruel de Laurence Maynard, fiction de 5 min 18 s[16].

### Télévision
- 1979 : C'est à c't'heure-ci que tu rentres ?, de Bernard Deflandre : Indy[17]
- 1980 : Les Amours de la Belle Époque - épisode : Aimé de son concierge : Cydalise[18]
- 1981 : Cinéma 16 - épisode : Au bout du chemin : La femme de l'aubergiste[19]
- 1985 : Madame et ses flics - 1re saison, épisode 2 : L'affaire Joli cœur : Gabrielle[20]
- 1987 : Tailleur pour dames, de Yannick Andréi : Mme d'Herblay[21]
- 1988 : Hemingway, mini-série : Gertrude Stein[22]
- 1989 : Tribunal - épisode : Transsexuel : Jacqueline Manceau[23]
- 1990 : Des voix dans la nuit - Les mains d'Orlac, de Peter Kassovitz : Belle[24]
- 1990 : Les Cadavres exquis de Patricia Highsmith - épisode : Old Folks at Home[25]
- 1991 : La Florentine, mini-série
- 1994 : Maigret - épisode : Maigret se trompe, téléfilm de Joyce Buñuel : Alberte
- 1995 : Highlander - 3 épisodes : Doute légitime (série télévisée) : Madame Camille
- 1999 - 2001 : Marie Fransson - 3 épisodes : Arlette
- 2000 - 2001 : Madame la proviseur - 3 épisodes : Le secret de Polichinelle (2001), Jardin privé (2000) et Ce que Mathilde veut (2000) : Nelly
- 2003 - 2004 : Domisiladoré, série télévisée : Martine Pichon Deulon
- 2006 : Le Monsieur d'en face, téléfilm de Alain Robillard : La juge
- 2008-2009 : Plus belle la vie - 18 épisodes (voir Personnages secondaires de la saison 5) : Elisabeth Pelleret
- 2011 : Xanadu - 2 épisodes : Coby Braun
- 2013 : Un village français : Madame Mère
- 2015 : Profilage - 1 épisode (saison 6, épisode 4) : La gérante du Sunset
- 2018 : Demain nous appartient - 3 épisodes : Germaine Cossar
- 2018 : La Faute  : Jackie
- 2019 : Mortel
- 2021 : Une mère parfaite

### Doublage
- 1990 : Les Jetson de Joseph Barbera et William Hanna, film d'animation américain : Voix française[26].

## Théâtre
- 1979 : C'est à c't'heure-ci que tu rentres, de Michel Fermaud, mise en scène Jean-Luc Moreau, Théâtre des Nouveautés[27]
- 1980 : Dracula Waltz de Marcel Kervan, mise en scène Monique Mauclair, Théâtre du Marais[réf. nécessaire]
- 1982 : Il faut que Cléo parte, de Patrick Lefranc, mise en scène Patrick Lefranc et Patrick Lambert, Espace Gaité[28]
- 1983 : Comment devenir une mère juive en dix leçons, de Dan Greenburg, mise en scène Tooti Masson, Théâtre Montparnasse[29]
- 1986 : Tailleur pour dames, de Georges Feydeau, adaptation de Jean Poiret avec Pierre Arditi, Théâtre des Célestins[30]
- 1997 : La Mort qui fait le trottoir (Don Juan), d'Henry de Montherlant, mise en scène Jean-Luc Tardieu, Théâtre de la Madeleine[28]
- 2001 : Volpone
- 2012 et 2013 : Gigi